# Campeonato Europeo de Tiro en 10 m de 2026
El LVI Campeonato Europeo de Tiro en 10 m se celebrará en Ereván (Armenia) entre el 27 de febrero  y el 8 de marzo de 2026 bajo la organización de la Confederación Europea de Tiro (ESC) y la Federación Armenia de Tiro Deportivo.